# 존 브레인
존 브레인(John Braine, 1922년 4월 13일 ~ 1986년 10월 28일)은 영국의 소설가이다.
요크셔 지방에서 태어나 세계대전 중에 해군에 입대하고, 전후에는 여러 직장을 편력하였다. <지붕의 방>(1957) 이후 ‘앵그리 영맨’의 대표적 작가가 되었다. 그의 처녀작은 빈곤한 젊은이가 기성사회에 반항하면서 출세의 줄을 넘는 것을 그린 것이다. 이외에 <보디(The Vodi)>(1959), <지붕 위의 삶>(1962)과 <거울 속의 사막>이란 시극 및 최근작 <아침까지 나와 함께 있어 주>(1970)로 후기 자연주의적 경향도 나타내서 천부적 문인의 재질을 발휘하고 있다.